# Marco Gemmani
Marco Gemmani (Rimini, 11 giugno 1958) è un direttore di coro e compositore italiano, direttore della cappella musicale di San Marco a Venezia.

## Biografia
Si diploma in violino, composizione e direzione corale presso il Conservatorio di Bologna.
Nel 1990 assume la cattedra di Musica Corale e Direzione di Coro al Conservatorio "Benedetto Marcello" di Venezia, istituto presso il quale ricopre la cattedra di vicedirettore. Dal 1991 al 2000 è Maestro di cappella della Cattedrale di Rimini.
Nel marzo 2000 è stato nominato dal Patriarca di Venezia Card. Marco Cé Maestro di Cappella della Basilica di San Marco a Venezia succedendo, così, al Maestro Roberto Micconi. Si tratta del secondo direttore della Marciana di origine riminese, dopo il grande Matteo Tosi, che resse l'istituzione nella prima metà del XX secolo.

## Pubblicazioni
È autore di numerose trascrizioni e ricerche musicologiche nel campo della polifonia vocale antica e più in particolare sulla musica veneziana.
Ha pubblicato due libri sui compositori riminesi Alessandro Grandi (1993) e Giovanni Piccioni (1995). Nel 1999 pubblica un'edizione critica con la trascrizione integrale del IV Libro di Laudi della Congregazione dell'Oratorio di Francesco Soto. Ha curato diverse mostre di cui una, nel 1994, su Giovanni Pierluigi da Palestrina.

### Discografia
Ha al suo attivo diverse registrazioni e cd per le etichette Frequenz e Denon. Alcuni titoli:
- Arcangelo Corelli: Opera Omnia. Accademia Bizantina - Carlo Chiarappa Europa Musica (Koch)
- cd allegato al Quaderno delle Notti Malatestiane 2006. Giovanni Piccioni e Niccolò Zingarelli a cura di Emilio Sala Raffaelli Editore - Rimini